# ربعي بن حراش
ربعي بن حراش العبسي (المتوفى سنة 101 هـ الموافق 719 م،) تابعي كوفي، وأحد رواة الحديث النبوي، وكان أعور،.

## سيرته
ينتمي أبو مريم ربعي بن حراش بن جحش بن عمرو إلى بني عبس أحد بطون قبيلة غطفان، وهو أحد التابعين الذين سكنوا الكوفة، واشتهر بصدقه، فكان لا يكذب قط. فقد رُوي أن ولدين له طلبهما الحجاج بن يوسف الثقفي ليرسلهما مع البعوث، فامتنعا وهربا. فأرسل الحجاج إلى ربعي يسأله عنهما، فقال له الحجاج: «ما فعل ابناك؟»، فردّ ربعي: «هما في البيت، والله المستعان»، فقال له الحجاج: «هما لك»، بعد أن أعجبه صدقه.
وقد توفي ربعي سنة 101 هـ في الكوفة في خلافة عمر بن عبد العزيز، وصلى عليه عبد الحميد بن عبد الرحمن بن زيد بن الخطاب.

## روايته للحديث النبوي
- روى عن: عمر بن الخطاب وعلي بن أبي طالب وخرشة بن الحر[3] وأبي موسى الأشعري وأبي مسعود عقبة بن عمرو الأنصاري البدري وحذيفة بن اليمان وأبي بكرة الثقفي[2] والبراء بن ناجية وزيد بن ظبيان وطارق بن عبد الله المحاربي والطفيل بن سخبره وعبد الله بن شداد بن الهاد وعبد الله بن مسعود وعمرو بن ميمون وعمران بن حصين وأبي اليسر كعب بن عمرو السلمي وأبي الأبيض الشامي وعن أخت له كانت زوجة لحذيفة بن اليمان.[4]
- روى عنه: أبو مالك الأشجعي ومنصور بن المعتمر وعبد الملك بن عمير وحصين بن عبد الرحمن السلمي[2] وإبراهيم بن مهاجر والحسن بن عبيد الله النخعي وحميد بن هلال العدوي وعامر الشعبي وأبو سيدان عبيد بن الطفيل الغطفاني وعمرو بن هرم وأبو النضر كثير بن أبي كثير التميمي ومحمد بن علي السلمي ونعيم بن أبي هند وهلال مولى ربعي بن حراش.[4]
- الجرح والتعديل: قال عنه ابن سعد: «كان ثقة، له أحاديث صالحة»،[3] وقال عنه العجلي: «تابعي ثقة من خيار الناس»،[4] وقال عنه ابن خراش: «صدوق»،[2] وقد روى له الجماعة.[4]